# Cray Research T3D
Cray Research T3D (T3D) је био професионални рачунар фирме Cray Research који је почео да се производи у Сједињеним Америчким Државама од 1993. године.
Користио је 32 до 2048 DEC Alpha RISC микропроцесора. RAM меморија рачунара је имала капацитет од 2 до 128 GB. 
Као оперативни систем кориштен је UNICOS MAX.

## Детаљни подаци
Детаљнији подаци о рачунару T3D су дати у табели испод.
|                       |                                                               |
| [ 1 ]                 |                                                               |
| Произвођач            |                                                               |
| Тип                   | професионални рачунар                                         |
| Меморија              | 2 до 128 GB                                                   |
| Поријекло             | Сједињене Америчке Државе                                     |
| Година                | 1993                                                          |
| Тастатура             | видео терминал                                                |
| Процесор              | 32 до 2048 процесора                                          |
| Фреквенција процесора | 150 (процесори), 19,2 до 307,2 GFLOPS (укупни систем)         |
| RAM                   | 2 до 128 GB                                                   |
| ROM                   |                                                               |
| Текст                 | зависно од видео терминала                                    |
| Графика               |                                                               |
| Боја                  |                                                               |
| Звук                  | 3 канала + шум + контрола енвелопе, 7 октава, опциони TMS5220 |
| Димензије             | 1,9 метара по кабинету (1 до 4 кабинета)                      |
| Портови               |                                                               |
| Оперативни систем     |                                                               |